# Martin Callmander
Martin Wilhelm Callmander, född 1975, är en schweizisk botaniker specialiserad på floran på ön Madagaskar.
Auktorsnamnet Callm. kan användas för Martin Callmander i samband med ett vetenskapligt namn inom botaniken; se Wikipediaartiklar som länkar till auktorsnamnet.